# ジャスティン・スターリング

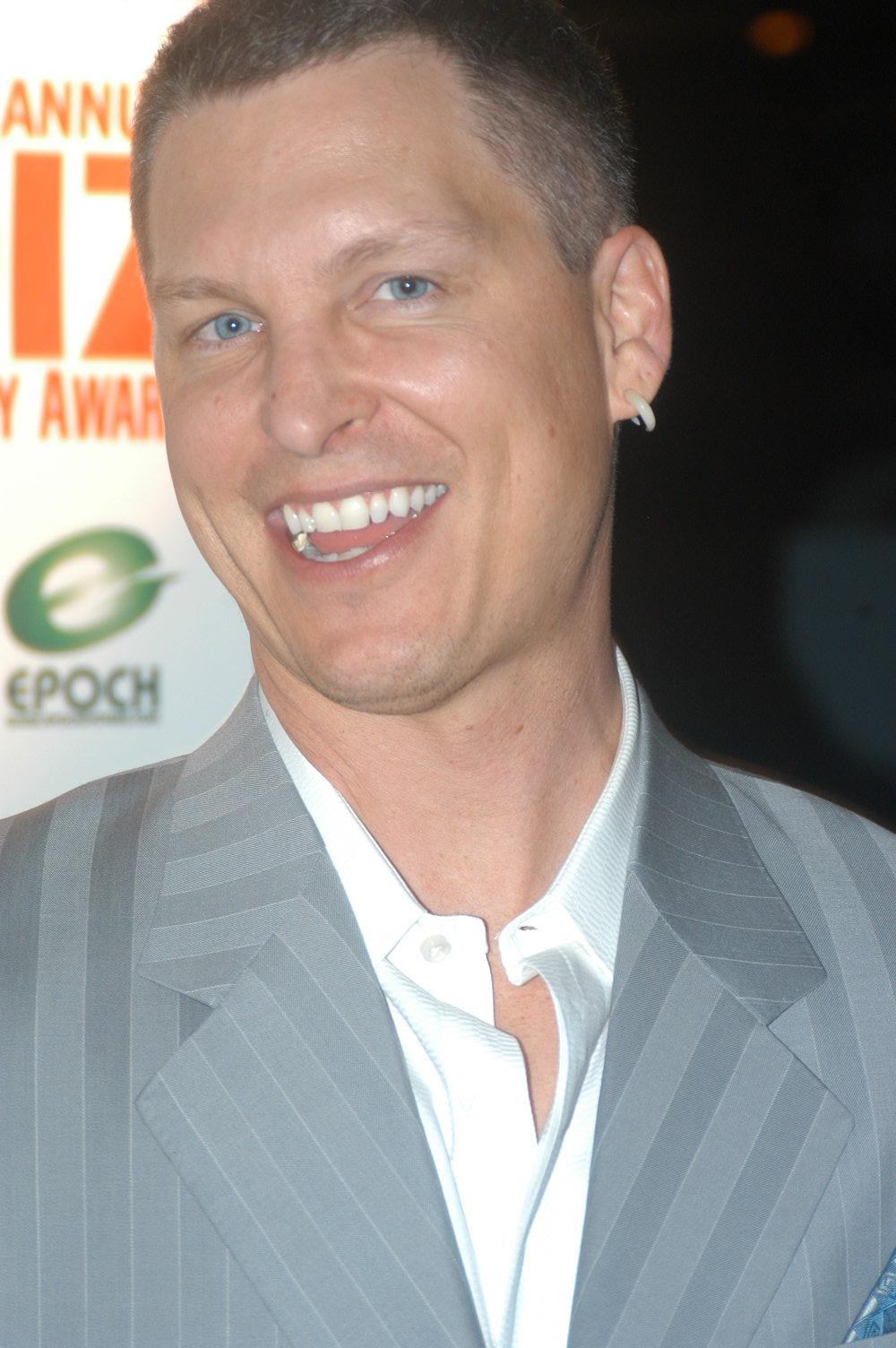
ジャスティン・スターリング

ジャスティン・スターリング（Justin Sterling, 1967年10月11日 - ）は、アメリカ合衆国の元ポルノ俳優、監督。オハイオ州出身。
2003年から2006年までジェナ・ジェイムソンと結婚していた。

## 作品
- ブロンド・ラヴァーズ II - 製作
- デス・オルガ／淫獣士 - 監督
- タイムコック - 監督/脚本
- 淫乱願望 - 脚本